# Leva Reka, Pernik
Leva Reka (în bulgară Лева Река) este un sat în comuna Trăn, regiunea Pernik,  Bulgaria. 

## Demografie
Componența etnică a satului Leva Reka
     Bulgari (98,27%)
     Nicio identificare (1,72%)
     Altele (0%)
La recensământul din 2011, populația satului Leva Reka era de 58 locuitori. Din punct de vedere etnic, majoritatea locuitorilor (98,27%) erau bulgari. Pentru 1,72% din locuitori nu este cunoscută apartenența etnică.